# Oddi (Rangárþing ytra)
Oddi ist ein kleiner Ort im Süden von Island. Er liegt im Bezirk Rangárvellir in der Gemeinde Rangárþing ytra. Seit der Übernahme des Christentums im Jahre 1000 stand hier eine Kirche mit einem Pfarrhof.

## Geografie
Der Ort liegt im Westen der Gemeinde Rangárþing ytra, südlich des Ortes Hella und nördlich des Flusses Þverá.

## Name und Ortswahl
oddi ist das isländische Wort für eine Landzunge, hier die Landzunge zwischen den Flüssen Ytri- und Eystri-Rangá, auf welcher der Ort gelegen ist.

## Geschichte
Der Ort war der Hauptsitz eines der mächtigsten Geschlechter Islands im Hochmittelalter, der Oddaverjar.
Sein bekanntester Vertreter ist Sæmundur Sigfússon, gen. Fróði (der Gelehrte) (1056–1133). Er war ein äußerst gebildeter Priester, der in Frankreich studiert haben soll. Man schreibt ihm einen Anteil an der Erstellung der Älteren Edda zu sowie an einer Geschichte der norwegischen Könige. Viele Legenden und Volkssagen ranken sich um ihn und seine Gewitztheit, mit der er sogar den Teufel mehrfach besiegt haben soll.
Kaum weniger bekannt war sein ebenfalls in Oddi ansässiger Enkel Jón Loftsson (1124–1197). Er war sowohl für seinen politischen Einfluss als auch für seine Gelehrsamkeit und Friedlichkeit bekannt. Snorri Sturluson wurde von ihm erzogen.
Im Mittelalter galt Oddi als ein Zentrum der Bildung und Gelehrsamkeit. Die dortige Schule genoss einen überragenden Ruf.
Einige der dortigen Priester und Zöglinge wurden später Bischöfe von Skálholt, wie etwa Páll Jónsson oder Þorlákur Þórhallsson.
Auch der Dichter Matthías Jochumsson wirkte als Priester in Oddi.

## Kirche heute
Die heutige Holzkirche stammt aus dem Jahre 1924 und hat 100 Plätze. Einige alte Kirchenschätze befinden sich in der Kirche, deren bedeutendster ein Kelch aus dem Jahre 1300 ist. Die Altartafel von 1895 zeigt Jesus im Garten Getsemane.

## Naturschutzgebiet
Westlich des Weilers befindet sich das Naturschutzgebiet Oddaflóð (568 ha), ein Feuchtgebiet mit vielen Vogelbrutstätten, das 1994 unter Naturschutz gestellt wurde.